# Lema caerulescens
Lema caerulescens is een keversoort uit de familie bladkevers (Chrysomelidae). De wetenschappelijke naam van de soort werd in 1979 gepubliceerd door Kimoto & Gressitt.